# Elisabeth af Jugoslavien
Prinsesse Elizabeth af Jugoslavien (født 7. april 1936) er medlem af kongehuset Karađorđević, en menneskerettighedsaktivist for serbisk præsidentkandidat og tidligere præsidentkandidat. Jugoslavien afskaffede sit monarki i 1945 og brød årtier senere op i flere lande.